# I Am (Chrisette Michele)
I Am è il primo album in studio della cantante R&B-soul statunitense Chrisette Michele, pubblicato nel 2007.

## Tracce
1. Like a Dream – 3:59
2. Work It Out – 4:21
3. If I Have My Way – 4:03
4. Best of Me  – 3:53
5. Your Joy – 4:32
6. Good Girl – 4:04
7. Be OK (featuring will.i.am) – 3:43
8. Mr. Radio – 3:54
9. Golden – 4:23
10. Let's Rock – 4:44
11. Love Is You – 3:17
12. In This for You – 3:41
13. Is This the Way Love Feels – 6:46
14. I Am One (traccia nascosta) – 3:45